# Atherospio guillei
Atherospio guillei är en ringmaskart som först beskrevs av Laubier och Ramos 1974.  Atherospio guillei ingår i släktet Atherospio och familjen Spionidae. Inga underarter finns listade i Catalogue of Life.